# Jodocus Damhouder
Jodocus Damhouder, Jost Damuderiusz (ur. 1507, zm. 1581) – holenderski prawnik, znawca praw miast zachodnich (także miast Belgii i Francji) specjalista miejskiego prawa karnego.

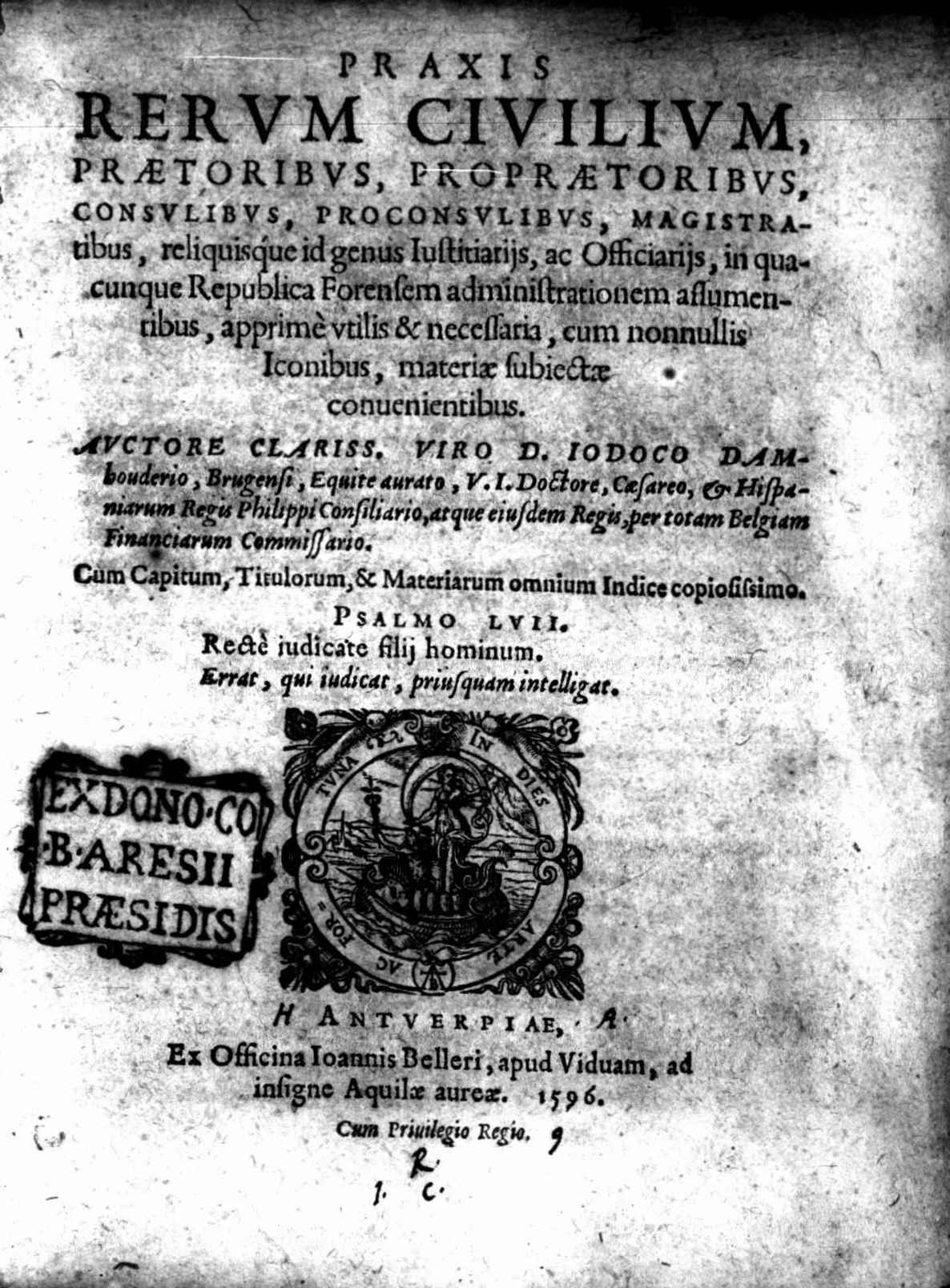
Praxis rerum civilium, 1596

Urodził się w Brugii. Studiował prawo w Leuven i Orleanie. W 1533 r. otrzymał  doktorat i wrócił do Brugii gdzie rozpoczął praktykę prawniczą.  W 1537 r. został wyznaczony radcą prawnym miejskich władz i sprawował tę funkcję do 1550 r. po czym został urzędnikiem miejskiego sądu karnego. W 1552 r. został mianowany przez Marię Habsburg członkiem Rady  Finansowej Zjednoczonych Prowincji Niderlandów. Na stanowisku pozostawał do 1575 r. Zmarł w Antwerpii, o sześć lat przeżył żonę z którą miał 3 córki i syna.
W 1554 r. ogłosił swoje najsłynniejsze dzieło prawnicze w języku łacińskim pt. Practica rerum criminalium.  Okazało się,  że praca która przyniosła mu sławę (właściwie było to już II wydanie a po Europie rozprzestrzeniło się III) w dużym stopniu była plagiatem, pochodzącym głównie, ale nie tylko, z  niedrukowanego dzieła Filipa Wielanta. Swój początkowy sukces zawdzięczała  licznym ilustracjom drzeworytniczym zbrodni i procedur sądowych a zwłaszcza częściowo zaczerpniętym z Włocha Grillandiego Tractatus de hereticis et sortilegiis (1536), opisom technik przesłuchiwania, torturowania i sądzenia czarownic. Damuderiusz  zwraca uwagę swoim czytelnikom, że wokół jest wiele czarownic których z braku czujności się nie rozpoznaje i nie ściga a przecież wróżby, zadawanie ziół na miłość itp. praktyki są ewidentną  wskazówką czarnoksięstwa. Czarownice przed przesłuchaniem, zaleca golić do gołej skóry i sprawdzać wszystkie naturalne otwory ciała, gdyż tam mogą być ukryte różne amulety, czyniące ciało nieczułym na ból. Książka miała dużą poczytność. W 1616 r. ukazało się jej siódme wydanie. W 1625 r. praca ta, z bliżej nieokreślonych powodów, znalazła się na kościelnym indeksie ksiąg zakazanych, więc w późniejszych wydaniach zmieniono jej tytuł na Praxis rerum criminalium a ostatnie jej wydania nastąpiły w XVIII w. Dzieło zostało przetłumaczone na francuski, flamandzki, niemiecki i w 1620 roku stało się podstawą pruskiego Landrechtu w części karnej. W Polsce w dużej mierze korzystał z niego Bartłomiej Groicki. Groicki również opisuje zalecane przez Damuderiusza sposoby na czarownice lecz wykazuje się dużym sceptycyzmem, zaleca rozsądek i powstrzymanie się od tortur bez ewidentnych dowodów.
Inne dzieło Damuderiusza Pupillorum patrocinium (Ochrona sierot) z 1564 roku wykorzystał Groicki przy układaniu swojej "Obrony wdów i sierot" (1605).
W 1567 r. Damuderiusz, również korzystając z pracy Wielanta, opublikował  Praxis rerum civilium (Prawo  cywilne) – ta praca już nie miała takiego powodzenia.